# Life is a Carnival
«Life is a Carnival» es una canción compuesta por Rick Danko, Levon Helm y Robbie Robertson y publicada como primer tema del cuarto álbum de estudio del grupo canadiense de rock The Band, Cahoots, en 1971.
La canción incluye una sección de viento arreglada por el músico y productor de Nueva Orleans Allen Toussaint. Sobre el uso de una sección de vientos, que The Band ya había utilizado previamente durante su etapa como grupo de soporte de Ronnie Hawkins, Robbie Robertson comentó:

"Acudimos a algo en lo que ya habíamos estado años antes cuando teníamos una pequeña sección de vientos. Era algo con lo que experimentábamos. Disfrutamos del poder que la sección de vientos dio a la canción".

Tanto Robbie como Levon Helm se mostraron entusiasmados con los éxitos que Touissant produjo en los años sesenta, con artistas como Jesse Hill, Ernie K-Doe, Lee Dorsey, Clarence "Frogman" Henry, Aaron Neville e Irma Thomas. Más cercano a la publicación de Cahoots, Robertson y Helm se sintieron atraídos por la producción y los arreglos que Toussaint brindó al álbum de Lee Dorsey Yes We Can, publicado en 1970, por lo que tomaron la decisión de grabar con él. "Le llamé", comentó Robertson. "Le dije: "Mi nombre es Robbie Robertson y trabajo con este grupo, The Band". Y él dijo: "Oh sí, conozco vuestra música". Era un hombre muy sabio, un tipo muy curioso, muy bien informado, muy sofisticado, y musicalmente aventuroso".
Robertson mandó el tema a Nueva Orleans, donde Allen comenzó a diseñar las pautas para la sección rítmica. "La instrumentación era diferente de lo que había usado hasta entonces", comentó Toussaint a Barbara Charone en 1973, "pero se lo comenté a Robbie. De hecho, hubiera tenido un arreglo completamente diferente si no hubiera hablado con él".
"Life is a Carnival" fue la única canción del álbum Cahoots publicada en los álbumes en directo Rock of Ages y El último vals.